# Yumika Hayashi
Yumika Hayashi (en japonés: 林由美香) (Tokio, 27 de junio de 1970 - Tokio, 26 de junio de 2005) fue una actriz pornográfica, AV Idol y actriz de películas pinky violence japonesa. Fue considerada la "Reina de los videos para adultos de Japón", con una carrera que abarcaron 16 años y algo más de 200 producciones. Hayashi también fue una destacada actriz del cine del pinky romance; fue objeto de un documental de 1997 y recibió el premio a la Mejor actriz en la ceremonia del Pink Grand Prix en 2004, además de recibir el Premio Especial a la Carrera el año siguiente.
Su muerte, ocurrida un día antes de su trigésimo quinto cumpleaños, puso final a una de las carreras más largas en el campo audiovisual y fue noticia de primera plana en Tokio. Tras su muerte, Hayashi recibió un segundo premio especial a su carrera en la ceremonia del Pink Grand Prix de 2006 y fue objeto de varias retrospectivas teatrales y una biografía.

## Vida y carrera
Nació con el nombre de Yumika Oguri (en japonés: 小栗由美香) en Tokio en junio de 1970. Sus padres se divorciaron cuando ella estaba en el quinto curso de la escuela primaria, y Hayashi estaba sola en el momento en que ella estaba en la escuela secundaria. La madre de Hayashi manejaba una popular cadena de ramen de la capital.
Hayashi hizo su debut en video para adultos en el género bishōjo con el lanzamiento del estudio h.m.p. de junio de 1989 Shigamitsuku 18-sai: ojōsama wa shitanai. Hizo su debut cinematográfico en el cine de pinky violence el mismo año, y con el estudio Xces en octubre de 1990 con la cinta Double Rape to Break in a Perverted Wild Filly. Se convirtió en una de las actrices audiovisuales más populares de la década de 1990. Varios de sus primeros videos fueron para el estudio V&R Planning y bajo la dirección de Company Matsuo, quien también era su pareja sentimental.
El director de culto Hisayasu Satō eligió a Hayashi para un papel principal en su película de 1993 Real Action: Drink Up!, y continuó su asociación con la actriz en varias películas. En su entrada en la serie de Molester's Train, Molester's Train: Dirty Behavior, también conocida como Birthday Hayashi, tuvo un papel en una película cuyo "tono austero" contrastaba directamente con el tono ligero y cómico de las películas anteriores de la serie, galardonada con un premio de la Academia nipona en 1982. En el papel de la "mujer glotona" que se come a sí misma en Naked Blood de Satō (1996), Hayashi interpretó lo que AllMovie llama "una de las escenas más espantosas del horror japonés", en la que su personaje cocina y luego consume varias partes de su cuerpo. En 1995, Hayashi interpretó un papel en una serie de televisión de TBS con el detective ficticio de Taro Miyako Nishimura, el inspector Totsukawa, The Izu Coast Road Murder.
A mediados de 1996, otro director de V&R Planning, Katsuyuki Hirano (que estaba casado) había reemplazado a Company Matsuo como amante de Hayashi y los dos viajaron al norte de Japón en julio de 1996 en un viaje en bicicleta. Hirano produjo una versión audiovisual de su viaje titulado Tokyo - Rebun 41-day Adultery Bicycle Touring Trip y más tarde, en 1997, editó un documental convencional sobre el viaje titulado Yumika. Hayashi recibió crédito por el rodaje de la película, e Hirano fue el coprotagonista de Hayashi. En 1998, volvió a trabajar en televisión en el drama televisivo de NHK Blue Fireworks, emitido el 28 de noviembre de 1998. Hayashi también apareció en el drama del director Yōichirō Takahashi Nichiyōbi wa Owaranai que se emitió originalmente en NHK el 21 de octubre de 1999. Posteriormente se mostró como Sunday's Dream (1999) en la 53.ª edición del Festival de Cine de Cannes, y ganó el Premio FIPRESCI en el Festival Internacional de Cine de Chicago. En su reseña de la película, midnighteye.com comentó: "La gran sorpresa es que la ex estrella porno Yumika Hayashi también es muy buena como la despreocupada Sachiko".
Como una de las actrices eróticas más importantes de su época, Hayashi fue invitada al cine Cinequint en Shibuya para hablar en una proyección nocturna de películas pinky violence solo para mujeres en marzo de 2002. Eventos similares habían atraído a una gran audiencia de mujeres jóvenes. Sobre el tema de las mujeres que se veían sus películas, Hayashi dijo al semanario Shūkan Bunshun: "Para ser honesto, nunca pensé si mis películas estaban siendo vistas por hombres o mujeres. Siempre suponemos que solo los hombres son los que las consumen... Aún así, esta será una gran oportunidad para que las chicas se familiaricen con la industria del cine porno. Creo que la parte más agradable de la noche serán las preguntas que se hagan después de que terminen las películas".
En los premios Pink Grand Prix de 2004, Hayashi ganó el premio a la Mejor actriz por su actuación en Lunch Box, también conocida como Mature Woman: Rutting Ball-Play. La prolífica carrera de Hayashi le valió una reputación como una "mujer de hierro" del cine erótico japonés, y después de su muerte, el semanario Shūkan Taishū escribió que las cerca de 200 apariciones filmadas de Hayashi merecían mención en el Libro Guinness de los récords. En el Pink Grand Prix de 2005 se le otorgó un premio especial de carrera por sus logros como actriz.

## Muerte
Cuando el director Katsuyuki Hirano se preocupó porque Hayashi no se había presentado a trabajar durante un par de días, él, otro trabajador audiovisual y la madre de Hayashi fueron a su apartamento la mañana del 29 de junio de 2005, dos días después del cumpleaños de Hayashi, que habría cumplido 35 años. Allí descubrieron su cuerpo sobre la cama. Un amigo de Hayashi describió la escena a los periodistas: "Yumika estaba acostada en su cama y las tres personas que la encontraron pensaron que estaba durmiendo. Cuando se dieron cuenta de que no respiraba, rápidamente llamaron a una ambulancia, pero ya era demasiado tarde, la madre de Yumika estaba destrozada, gritando, llorando y volviéndose medio loca".
En el momento de su muerte, tanto el suicidio como el asesinato se consideraban posibles causas de muerte. La vida romántica de Hayashi fue vista como una posible causa de juego sucio. Un colega de la industria audiovisual informó que Hayashi había roto una relación con un hombre más joven unos tres meses antes de su muerte. "Habían vivido juntos durante un tiempo. Parecía que se sorprendió mucho cuando la relación llegó a su fin".
Un vecino estuvo de acuerdo en decirle a los periodistas: "Hace unos tres meses, tuvo una gran pelea con un tipo que obligó a llamar a la policía a nuestro bloque de apartamentos. Un montón de fotos de hombres y ropa interior salieron volando por la ventana de su apartamento en el octavo piso, aterrizando sobre los transeúntes".
La amiga y directora de Hayashi, Yumi Yoshiyuki, no estaba de acuerdo con la posibilidad del suicidio, y expresó: "Ella era una chica muy brillante. Me había dicho que acababa de encontrar un nuevo novio y que estaba muy feliz. No puedo creer que pudiera hacerlo... se han suicidado".
Más tarde se determinó que no hubo causas intencionales involucradas en la muerte de la actriz. Se estimó como hora aproximada de fallecimiento las 22 horas del 26 de junio, horas antes de llegar a la fecha de su cumpleaños. El informe de la autopsia desveló que su muerte fue el resultado de una ingesta excesiva de alcohol, muriendo ahogada después de vomitar mientras dormía.

## Legado
Hayashi fue recordado como parte de un especial de TV Asahi sobre aquellos que habían muerto recientemente. El programa, Sayonara 5, 6 tsuki hen, fue emitido el 12 de agosto de 2005 e incluyó reminiscencias y algunos detalles del día antes de su muerte.
La última película de Hayashi, Miss Peach: Peachy Sweetness Huge Breasts (2005), dirigida por Yumi Yoshiyuki, se estrenó en septiembre de 2005. Yoshiyuki y co- La estrella Sakurako Kaoru participó en la ceremonia en memoria de Hayashi en la inauguración de la película en el teatro Ueno Okura. La película recibió una gran ovación. El trabajo póstumo de Hayashi fue elegido como el quinto mejor lanzamiento pinky violence del año 2005 en el Pink Grand Prix. Al año siguiente, este certamen le otorgó póstumamente a Hayashi su segundo premio especial por su trabajo como actriz de pinky violence. Yoshiyuki Hayashida, fundadora de la revista de cine erótico P*G, fue una de las coautoras de la biografía oficial sobre la vida y obra de la actriz, publicada en 2006. En 2009, el director japonés-coreano Tetsuaki Matsue filmó un documental sobre Hayashi. Titulado Annyeong Yumika, la película incluía apariciones de los excompañeros de Hayashi, de la actriz Lemon Hanazawa y los directores Company Matsuo y Katsuyuki Hirano.